# بلدية دبي
بلدية دبي، هي الجهة المسؤولة عن خدمات المدينة وصيانة المرافق في إمارة دبي، الإمارات العربية المتحدة، وتقدم تقاريرها مباشرة إلى المجلس التنفيذي لدبي. يقع مقرها الرئيسي بديرة، منطقة الرقة، شارع بني ياس مطلة على ضفاف خور دبي، وهي بلدية لأعلى إمارة في الكثافة السكانية في دولة الإمارات، وتعد البلدية ضمن أكبر البلديات في دولة الإمارات العربية المتحدة.
وتعد الأكثر تأثيراً في مختلف المجالات كالتخطيط الحضري والحدائق العامة والبيئة والتجارة والمال والإعلام والعلوم والرقابة والترفيه، كما أن بلدية دبي تعد أحد أهم الدوائر الحكومية المؤثرة في التجارة والمال في إمارة دبي ودولة الإمارات العربية المتحدة، ويوجد بها مقر مبنى الأمانة العامة للمجلس البلدي لإمارة دبي.

## تاريخ
تأسّست نواة بلدية دبي في العام 1954 وكان عدد موظفيها لا يتجاوز 7، وفي 28 فبراير 1957 صدر مرسوم بإنشائها رسميا عُيّن بموجبه أعيان الإمارة وتجّارها أعضاء في المجلس البلدي الذي تألّف حينها من ثلاثة وعشرين عضوًا بصلاحيّات محدودة أهمها الحفاظ على جماليّة ونظافة مدينة دبي، وتقديم المقترحات البنّاءة للحكومة ورعاية الشؤون الصحية والعمرانية للمدينة، وتنظيم البناء وتنسيق وتجميل مدينة دبي.
في العام 1961، أصدر الشيخ راشد بن سعيد آل مكتوم مرسوما بتأسيس مجلس بلدية دبي. وفي عام 1980 صدر مرسوم آخر نصّ على أن يتألّف المجلس من 32 عضوًا وأن يتولّى الشيخ حمدان بن راشد آل مكتوم رئاسة البلدية. وكان مسمى سكرتير البلدية هو المعتمد حتى 2 ديسمبر 1961 حين أمر الشيخ راشد بن سعيد آل مكتوم باستبدال اسم سكرتير بلدية دبي بمدير بلدية دبي.
واصلت البلدية نموها منذ تأسسيها بسرعة، حيث يبلغ حجم الكادر الوظيفي في البلدية حالياً زهاء 13,000 موظف وعامل يعملون في 32 وحدة تنظيمية.

## رؤساء البلدية
أول من عين مسؤولاً في البلدية هو عبدالله بن جمعان الذي شغل المنصب من عام 1954م حتى 1957م، تلاه علي البستاني من عام 1957م إلى عام 1961م، ثم كمال حمزة من عام 1961م وحتى عام 1985م وهو مواطن سوداني وعين رئيسا للبلدية حين طلب الشيخ راشد بن سعيد آل مكتوم من حكومة السودان إيفاد خبير في الحكم المحلي لزيارة دبي ودراسة إمكانية تنظيم البلدية تمهيداً لوضع نظام لها، فانتدبت حكومة السودان كمال حمزة.
ثم تولى قاسم سلطان منصب مديراً بالوكالة عام 1985م ثم مديراً عاماً من عام 1993م وحتى عام 2006م، ثم المهندس حسين ناصر لوتاه مديراً عاماً بالوكالة اعتبارا من 2 فبراير 2006م، وفي عام 2009م أمر الشيخ محمد بن راشد آل مكتوم بتعيين حسين ناصر لوتاه مديراً عاماً لبلدية دبي.

## الهيكل التنظيمي
تتولى بلدية دبي توفير الخدمات البلدية لمجموعة متنوعة من سكانها. ويشمل عملها التخطيط الحضري، والإشراف على الإنشاءات، وحماية البيئة وتحسينها، وإنشاء وصيانة الحدائق العامة، وضمان وجود معايير نوعية عالمية للإنشاءات ومواد البناء والأغذية والمواد الاستهلاكية والخدمات المهنية الخاصة بإصدار الشهادات المخبرية واعتمادها، ويتكون الهيكل التنظيمي لبلدية دبي من الوحدات التنظيمية التالية:
- قطاع المدير العام
- قطاع الدعم المؤسسي
- قطاع الشؤون الدولية والمجتمع
- قطاع الهندسة والتخطيط
- قطاع خدمات البيئة والصحة العام
- قطاع رقابة البيئة والصحة العامة
- قطاع الدعم العام

## أهم الخدمات العامة التي تقدمها بلدية دبي
تقدم بلدية دبي مجموعة كبيرة من الخدمات العامة التي تهدف لتحقيق رفاهية السكان وسعادتهم وبناء مدينة مستدامة ومن أهم هذه الخدمات:
- دراسة التصاميم العمرانية وتخطيط وإعاد تخطيط المناطق المختلفة السكنية والصناعية والتجارية وإيجاد الحلول المناسبة للنهوض بتلك المناطق وتأمين متطلبات الجهات الخدمية بالاستناد إلى مبادئ الاستدامة والاستغلال الأمثل للموارد.
- إدارة وتخطيط وصيانة شبكة الصرف الصحي وشبكات تصريف المياه.
- تنظيم العمليات الخاصة بالمحافظة على النظافة من خلال شبكة من المكاتب والكوادر، بالإضافة إلى العمل على نشر المساحات الخضراء عن طريق مشاريع التشجير والبستنة المختلفة.
- تخطيط وتنفيذ وصيانة شبكات الري في إمارة دبي.
- ترميم وتأهيل المباني التاريخية والتراثية.

بالإضافة إلى العديد من الخدمات الأخرى مثل المكافحة الوقائية لآفات الصحة العامة، والسيطرة على الحيوانات السائبة، وإدارة الحدائق والمحميات الطبيعية والشواطئ والأماكن التراثية والمتاحف وغيرها من خدمات النفع العام.

## الخدمات التي تقدمها بلدية دبي لأصحاب الهمم
تعتبر دبي مدينة صديقة لأصحاب الهمم وقد وفرت بلدية دبي العديد من الخدمات والانجازات لتمكين أصحاب الهمم ومن أهمها:
- تأمين مواقف سيارات لأصحاب الهمم منتشرة في أرجاء الحدائق والمنتزهات العامة وفي جميع المراكز والمرافق التابعة لبلدية دبي والإشارة إليها بلوحات خاصة بالإضافة لتأمين منحدرات للدخول مع الدرابزين ومسارات لوحات خاصة بالمكفوفين ومناطق للوضوء ومكاتب استقبال منخفضة.
- جعل المرافق الصحية في إمارة دبي ملائمة لأصحاب الهمم عن طريق توفير العديد من الخدمات كالمداخل الخاصة ودورات المياه والأحواض ذات الارتفاع المنخفض.
- تأهيل المرافق الترفيهية لتصبح ملائمة لأصحاب الهمم وتوقير مناطق ألعاب خاصة.
- تعيين موظف في برواز دبي من أصحاب الهمم كمرشد سياحي للتواصل مع الزوار من أصحاب الهمم بلغة الإشارة.
- توفير العديد من المداخل والممرات على الشواطئ العامة لتسهيل وصول أصحاب الهمم إلى البحر بالإضافة إلى مواقف السيارات الشاطئية وتأمين العديد من الكراسي المتحركة.

أطلقت بلدية دبي مبادرة مركبة السعادة لمعاونة أصحاب الهمم عند التقديم على خدمات البلدية وتلبية احتياجاتهم وإنجاز معاملاتهم عن طريق الوصول إلى مقر اقامتهم ومعاونتهم في التقديم.

## تطبيق بلدية دبي الإلكتروني
الذي يوفر العديد من الخدمات الرقمية المتطورة بطريقة مريحة وسهلة وسريعة بحيث يمكن للمتعاملين التقدم بطلبات الحصول على الخدمات في أي وقت ومن أي مكان دون الحاجة إلى الانتظار أو زيارة مراكز البلدية والاتصال بها، ويتميز التطبيق بتصميم مبتكر مزود بخصائص البحث الصوتي الذكي لتمكين الخدمة السريعة بالإضافة إلى سهولة الاستعماال والتصفح، ويستطيع المتعاملون الوصول إلى كافة خدمات البلدية من خلال التطبيق مثل الدفع الإلكتروني والاستعلام عن خدمات مراكز البلدية ومعرفة تفاصيل الطلبات المقدمة باستخدام ميزة الحالة الحالية للمشاريع، واستعراض لوحة التحكم الذكية الشاملة وغيرها من الخدمات، كما يمكن للمقاولين والاستشاريين الحصول على التفاصيل الخاصة بمشاريعهم من تطبيق تراخيص البناء.

## منصة المباني الرقمية
منصة متقدمة توفر بيانات شاملة ومحدثةو معلومات تفصيلية حول المباني كعدد الشقق والوحدات السكنية والتجارية فيها وأحجام الوحدات والمساحات الإجمالية (GFA) والاستخدامات المتعددة

## مزارع دبي
تُقدم بلدية دبي من خلال برنامج مزارع دبي باقةً من الخدمات المتكاملة للمزارعين المواطنين أصحاب المزارع المُنتجة، إضافةً إلى تنظيم مبادرة "ازرع غذاءك" للتشجيع على الزراعة المنزلية ومهرجان حتا للمزارعين، وتنظيم الأسواق الزراعية الموسمية في الإمارة.و إطلاق جمعية المزارعين، و "المنصة الزراعية الذكية" لرفع التوعية والتثقيف،وتقديم الإرشاد.

## مشاريع بلدية دبي

### الحديقة القرآنية
الحديقة القرآنية تقع في دبي -الخوانيج تم تطوير حديقة القرآن في دبي من قبل بلدية دبي لتمتد على مساحة 60 هكتاراً،وتحتضن الحديقة 29 نوعاً من النباتات التي تم ذكرها بالقرآن الكريم والسنة النبوية، بالإضافة إلى 7 آلاف شجرة.وتضم حدائق صغيرة، تشمل الحديقة الإسلامية، والحديقة الصحراوية، والحديقة الأندلسية، والبيت الزجاجي الذي يستخدم نظاماً ذكياً لإطلاق الضباب في الحديقةو «كهف المعجزات» الذي يضم سبع معجزات ذكرت في القرآن بتقنية تفاعلية.وبحيرة موسى، إضافة إلى أشجار الطاقة الشمسية وأماكن للترفيه، وخدمات تجارية تخدم زوار الحديقة،ويمكن للزوار الدخول إلى الحديقة مجاناًوقد تجاوز عدد زوار الحديقة القرآنية في دبي 5 ملايين زائر منذ افتتاحها في عام 2019 وحتى 2024.

### المجالس المجتمعية
المجلس المجتمعي هي مبادرة أطلقتها بلدية دبي في مختلف الأحياء السكنية لخدمة أفراد المجتمع، بهدف توطيد العلاقات وتعزيز التلاحم الاجتماعي ويتسع المجلس  ل 400 شخص

## الاستدامة
تعتمد بلدية دبي مجموعة من الالتزامات الاستراتيجية التي تضمن تحقيق الاستدامة في مشاريعها الحالية والمستقبلية، كما تعمل البلدية على تحقيق نسبة الصفر في النفايات المهدرة في البنايات، وقد نجحت البلدية في تحقيق مفاهيم الاقتصاد الدائم من خلال نظام دبي للمباني الخضراء واعتماد نظام السعفات في إنشاء المباني في الإمارة التي تتوافق مع معايير واشتراطات المباني الخضراء ومن التزامات دبي لتحقيق الاستدامة:
- زيادة رقعة المحميات
- تحقيق الاستدامة الكاملة للمباني
- الحياد المناخي
- زيادة المسطحات الخضراء
- استدامة الصرف الصحي
- تصفير النفايات في المكبات
- معلجة نفايات الصرف الصحي

## جوائز
فازت بلدية دبي بالعديد منن الجوائز المحلية والدولية ومنها:
- 2006 جائزة الأمم المتحدة للخدمة العامة في مجال تطبيق تقنية المعلومات والاتصالات.[17]
- 2012 موقع بلدية دبي الالكتروني يفوز بجائزة أفضل موقع الكتروني استراتيجي في المنطقة عن فئة مواقع البلديات المقدمة من أكاديمية جوائز الإنترنت وتقنية المعلومات في المنطقة العربية.[18]
- 2020 حصلت بلدية دبي على 4 من جوائز ستيفي أورادز العالمية.[19]
- 2021 فازت بلدية دبي بعشر فئات من جوائز ستيفي العالمية.[20]
- 2022 جائزة أفضل مكتب إدارة مشاريع على مستوى العالم والمقدمة من معهد إدارة المشاريع العالمي وذلك خلال القمة العالمية لإدارة المشاريع في الولايات المتحدة الأمريكية.[21]
- 2023 جائزة لائحة الشرف الخاصة بموئل الأمم المتحدة والتي ينظمها برنامج الأمم المتحدة للمستوطنات البشرية.[22]
- 2023 حصلت بلدية دبي على 11 جائزة ريادية خلال الربع الأخير من عام 2023.[23]
- 2024 الفئة الذهبية في قطاع إدارة البيئة إحدى فئات جائزة البيئة العالمية التي تنظمها المؤسسة العالمية للطاقة والبيئة.[24]
- 2024 جائزتين من جوائز مجلس التعاون للعمل البلدي خلال مؤتمر العمل البلدي الخليجي الذي أقيم في الرياض.[25]
- 2024 جائزة الجهة الحكومية الرائدة ضمن برنامج دبي للتميز الحكومي.[26]
- 2024 نالت بلدية دبي أعلى تصنيف للابتكار كاعتماد عالمي تحت فئة المؤسسة المُبتَكِرة، وذلك تتويجاً لجهود وإنجازات البلدية المتميزة في الابتكار والمشاريع والأنظمة الابتكارية التي تنفذها ضمن مختبر دبي المركزي وأكاديمية بلدية دبي، حيث مُنحا أعلى تصنيف بدرجة التميز كمختبرات ابتكار مُعتمدة عالمياً.[27]
- 2024 حصدت بلدية دبي المركز الأول من جائزة السلامة العالمية من مجلس السلامة البريطاني“British Safety Council”، لجهودها في إدارة منظومة الصحة والسلامة المهنية في مواقع العمل، [28]
- 2024 حصلت بلدية دبي على جائزة ضمن برنامج دبي لإدارة الطلب على الطاقة للتميز عن فئة إعادة تأهيل المباني التي ينظمها المجلس الأعلى للطاقة، وذلك عن مبادرة إعادة تأهيل 330 مبنى من مباني بلدية دبي و التي ساهمت بترشيد استهلاك الطاقة سنوياً بنسبة 32%.[28]
- 2024 حصلت بلدية دبي متمثلة بإدارة الشواطئ العامة والقنوات المائية لجائزة Global Recognition Awards على (جائزة الاعتراف بالخدمات والجودة العالمية) عن فئة World’s leading Awards Program (الجائزة العالمية الريادية في تقديم الخدمات للجمهور)[29]
- 2025 فاز مشروع «منتجي» من بلدية دبي ضمن جائزة الإمارات تبتكر [30]

## وصلات خارجية
- موقع بلدية دبي